# Kalbouli
Kalbouli est une commune rurale située dans le département de Partiaga de la province de la Tapoa dans la région de l'Est au Burkina Faso.

## Géographie
Kalbouli est un village de la commune de Partiaga. 
Limites 
Limité au nord par une chaîne de montagnes tendant jusqu'à l'ouest qui coupe la partie sud-ouest. C'est d'ailleurs ces chaînes montagnes qui le sépare des autres villages comme Boungou et Tawori au Nord et au sud-ouest Tantiagou. 
A l'est il est limité par le village de Nadiabonli et au sud par Lopkadi.
Divisé en partie par une traversée d'eau de montages qui coule du nord vers le sud, il possède une importante large des terres cultivables très riche  pour toutes espèces, un bas-fond avantageux pour la culture du riz et aussi à l'exploitation de production de contre-saison. 
C'est surtout cette vaste terrain propice à l'agriculture qui rende cette localité plus enviable. }}

## Histoire
Fondé dans les années 1940 à 1950, Kalbouli est un village habité par la plupart de Tankoano venus des villages côtiers comme Niamanga et Nadiabonli eux aussi venus de Tawori à la recherche de terres cultivables pour s'affranchir de leur famine qui posée un sérieux problème. 
Le Tankoano qui habitent à Kalbouli sont des groupes de famille dont leurs origines et leurs appartenances sont différentes de l'un à l'autre. 
Ainsi on a d'abord les ñalintaaba, les taajaaba qui étaient autrefois d'une même famille que ceux de Partiaga mais à cause des transgressions des interdictions ou peut-être certains commis des actes impardonnables se voient être banis et chassés de leur pouvoir royal qu'ils détenaient pour se retirer et devenir une famille prenant un nom de celui qu'il avait. C'est le cas des taajaaba qui siégeaient à la chefferie de Partiaga. Le taajaaba tire directement leur nom de famille en ajoutant simplement "jaaba" qui veut dire "jaadi" en gulmancema et «nommade»  en français. Le taajaaba ne peuvent en aucun prétendre devenir chef dans la famille de "bi taaba" mais demeure tout de même très indispensable dans l'organisation royale de la chefferie de Partiaga. Par exemple quand un nouveau chef est choisis c'est le Taajaaba qui doit placer la chaise dans le palais. 
Il y a encore d'autres familles comme les nassouri venus de Nungu ou de Matiacoali,Nassougou...
Il y a également les lompo les Combari les Ouoba les OUALI.

## Origine du nom de Kalbouli
Selon une source de bouche à bouche, les premiers arrivants de ce lieu vivaient de la chasse. Ils quittaient dans les localités voisines probablement Nadiabonli. En ce temps là la stratégie de chasse qu'ils pratiquaient c'était le cache-cache au bord d'un puits, cet puits était entouré par une sorte d'arbres qu'on trouve habituellement aux bords de sources d'eau. C'est la combinaison de ces éléments en langue gulmancema (arbre "kadigu" + puits "Buli") qu'est né le nom Kalbouli lui-même déformé par la transcription avec le français, sinon jusqu'à aujourd'hui les plus vieux utilisent l'appellation d'origine qui est Kadibouli. Alors à la demande de savoir d'où est-ce qu'une personne partait si la personne avait pour destination à cette localité, il répondait certainement sans hésiter en gulmancema : " n ca ku kadigu Buli po yo", ce qui signifie littéralement : je pars au puits entouré par les kadigu. Donc, de façon résumé Kalbouli= Kadi (kali) +Buli (bouli).

## Santé et éducation
Kalbouli accueille un centre de santé et de promotion sociale (CSPS).